# Mastodonterne
 For alternative betydninger, se Mastodont.
Mastodonterne er en teatergruppe med hjemsted i Hillerød.
Gruppen opfører både børne- og voksenforestillinger og har siden år 2000 været et af de bedst sælgende teatre i Danmark[kilde mangler] med omkring 50.000 solgte billetter hvert år[kilde mangler].

## Historie

### Opstart
Foreningen Mastodonterne blev dannet den 16. april 1988, af en gruppe venner der havde en fælles interesse for teater og sang. De første år af Mastodonternes liv havde foreningen hjemsted i Fredensborg-Humlebæk Kommune, men i 2004 blev teatertruppen hentet til Hillerød af daværende borgmester Nick Hækkerup, som kunne lokke med øvelokaler, værksted og lagerplads til gruppens efterhånden ret omfangsrige scenografi- og kostumelager til gengæld for, at truppen også opførte forestillinger i Hillerød Kommune.

### Klokkeren fra Notre Dame
I 1999 indledte Mastodonterne et tæt samarbejde med komponisten og sangskriveren Sebastian, der udover at instruere truppens forestillinger også komponerede en ny musical – Klokkeren fra Notre Dame – specielt til Mastodonterne. Den havde urpremiere i Cirkusbygningen i København i 2002 og gjorde gruppen landskendt.

### Egenkompositioner
Udover at fremføre eksisterende værker har gruppen også haft premiere på originale forestillinger, oftest skrevet af foreningens formand, Steen Lünell. I 2012 havde gruppen verdenspremiere på Dracula, som blev spillet i Tivolis Koncertsal, og i 2022 havde gruppen premiere på musicalen Pinocchio på Royal Stage. Derudover har gruppen spillet en serie juleforestillinger om Nisserne i Julerød.

## Mastodonternes opsætninger 1988 – 2025
- 1988 Skatteøen, Asminderød Skole
- 1989 Det gode menneske fra Sezuan, Asminderød Skole
- 1989 Sound of Music, Asminderød Skole
- 1990 Annie, Asminderød Skole og Trommen
- 1991 Piraterne fra Penzance, Asminderød Skole
- 1992 Ronja Røverdatter, Asminderød Skole og Trommen
- 1993 Oliver, Asminderød Skole og Trommen
- 1994 Teatersport, Turné
- 1995 Brødrene Løvehjerte, Asminderød Skole og Trommen
- 1996 Cyrano, Turné
- 1997 Tordenskjold, Turné
- 1998 Which Witch, Turné
- 1999 Ronja Røverdatter, Fredensborg Slotshave
- 2000 Den nye Cyrano, Fredensborg Slotshave
- 2000 Ronja Røverdatter, Cirkusbygningen
- 2001 Den nye Cyrano, Cirkusbygningen
- 2002 Klokkeren fra Notre Dame, Cirkusbygningen
- 2002 Ronja Røverdatter, Cirkusbygningen og Vejle Musikteater
- 2003 Pippi, Fredensborg Slotshave og Cirkusbygningen
- 2004 Skatteøen, Frederiksborg Slotshave og Tivolis Koncertsal
- 2005 Nattergalen, Turné og FrederiksborgCentret
- 2005 Pippi, Frederiksborg Slotshave og Herning Kongrescenter
- 2006 Les Misérables, FrederiksborgCentret
- 2007 Pippi, Kulturkajen (Docken)
- 2007 Peter Pan, FrederiksborgCentret og Tivolis Koncertsal
- 2008 Cyrano, Ved slottet i Hillerød og Tivolis Koncertsal
- 2009 Ronja Røverdatter, FrederiksborgCentret og Tivolis Koncertsal
- 2010 Skønheden og Udyret, FrederiksborgCentret og Tap 1 (København)
- 2011 Pippi, FrederiksborgCentret og Tivolis Koncertsal
- 2012 Dracula, Tivolis Koncertsal og FrederiksborgCentret
- 2013 Skatteøen, FrederiksborgCentret og Falconer Salen
- 2014 Hodja fra Pjort, FrederiksborgCentret og Tivolis Koncertsal
- 2015 Emil fra Lønneberg, FrederiksborgCentret og Tivolis Koncertsal
- 2016 Shrek the Musical, FrederiksborgCentret og Tivolis Koncertsal
- 2017 Skatteøen, FrederiksborgCentret og Tivolis Koncertsal
- 2018 Askepot, FrederiksborgCentret og Cirkusrevyen, Dyrehavsbakken
- 2019 Musical Highlights, FrederiksborgCentret
- 2020 Gummi-T, Royal Stage
- 2022 Pinocchio, Royal Stage og Cirkusrevyen, Dyrehavsbakken
- 2023 Spamalot, Royal Stage
- 2024 Midt om Natten, Royal Stage
- 2025 The Addams Family, Royal Stage